# Zeyrek-Moschee

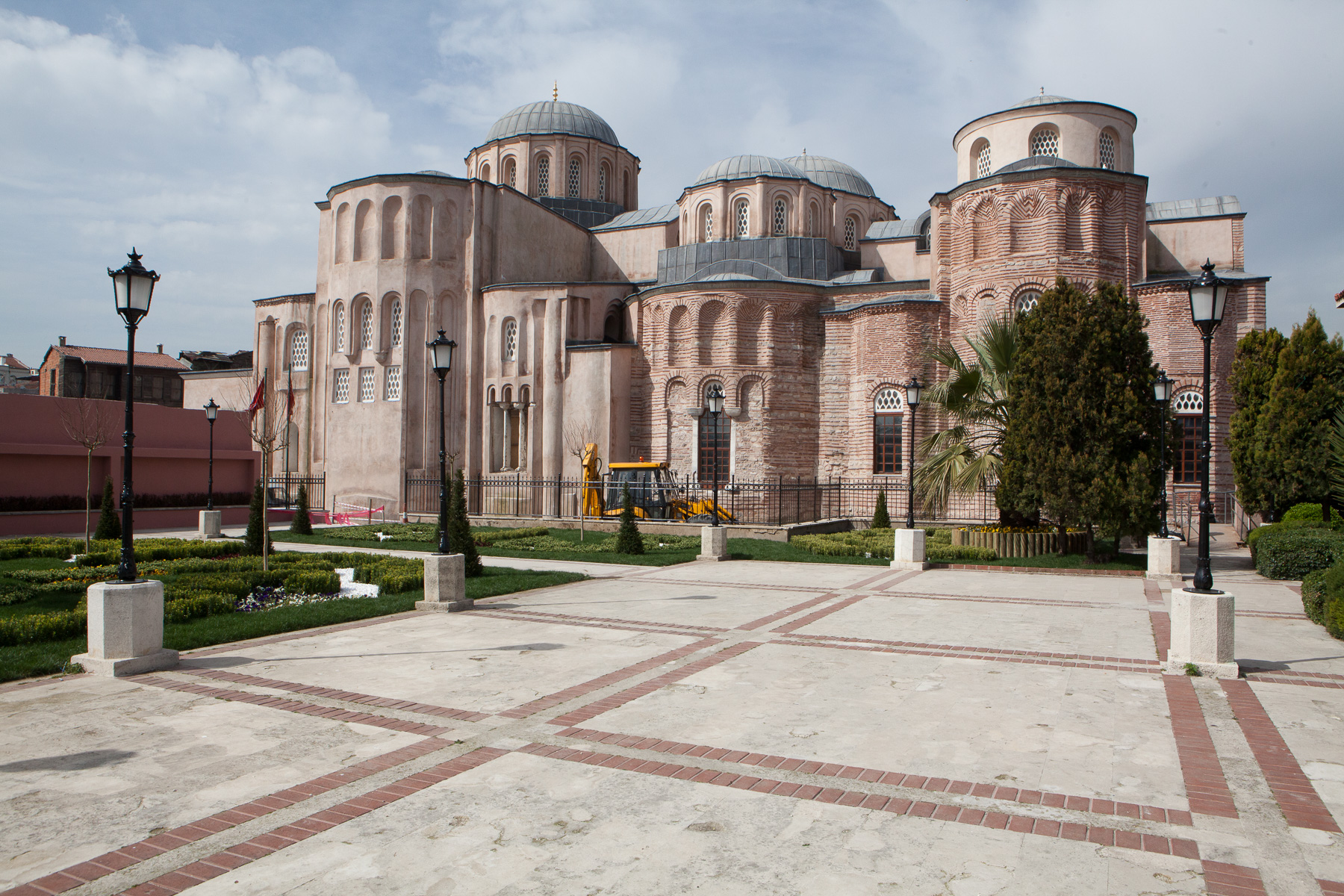
Die Moschee von Osten. Von links nach rechts: die Apsis der Christus-Pantokrator-Kirche, die Kaiserliche Kapelle und die Kirche der Theotokos Eleousa.

Die Zeyrek-Moschee (türkisch Molla Zeyrek Camii) ist eine Moschee in Istanbul. Sie besteht aus einem Gebäudekomplex dreier verbundener ehemaliger orthodoxer Kirchen, bei denen es sich um die Kirchen des ehemaligen Pantokratorkloster handelt. Dieses wurde zwischen 1118 und 1143 unter Johannes II. Komnenos als Grablege errichtet. Neben der Grablege des Johannes befinden sich in der mittleren, dem Erzengel Michael geweihten kaiserlichen Grablege auch die Ruhestätten weiterer komnenischer und palaiologischer Herrschaftsmitglieder und Kaiser von Byzanz. Das Pantokratorkloster bildet den Höhepunkt des Architekturschaffens der komnenischen Epoche im byzantinischen Reich und in Konstantinopel. Besonders kennzeichnend sind in dem nach der Hagia Sophia zweitgrößten religiösen Gebäude, das in Istanbul aus dieser Zeit heute noch erhalten ist, die für die byzantinische Kunst der komnenischen Epoche typischen Umgänge sowie vielkuppelige Anlagen, die insbesondere in den Klosterkirchen des Athos, den religiösen Stiftungen Makedoniens, in Russland, sowie den milutinischen Klostergründungen der Mazedonischen Schule vorbildlich wurden. Als herausragender Reliquienschrein wurde im Pantokratorkloster seit 1206 die Schutzikone Konstantinopels, die Hodegetria aufbewahrt.

## Lage
Der Komplex befindet sich im Stadtbezirk Fatih, etwa einen Kilometer südöstlich der Eski-İmaret-Moschee.

## Geschichte
Zwischen 1118 und 1124 ließ die byzantinische Kaiserin Eirene Komnena ein dem Christus Pantokrator gewidmetes Kloster an dieser Stelle errichten. Das Kloster bestand aus einer großen Kreuzkuppelkirche mit drei Apsiden und einem zweigeschossigen Narthex, einer Bibliothek und einem 1136 eingerichteten Krankenhaus.
Nach dem Tod seiner Frau, kurz nach 1134, errichtete Kaiser Johannes II. Komnenos nördlich der Pantokrator-Kirche eine etwas kleinere Kirche fast gleichen Typs und widmete sie der Theotokos Eleousa. Im gleichen Jahr wurde ein Typikon herausgegeben, dass heute noch existiert. Dieses Dokument liefert uns eine lebendige Darstellung der Organisation des Klosters und der Zeremonien, die in der Kirche stattfanden. Beide Kirchen wurden vor 1136 durch eine dem Erzengel Michael geweihte Kapelle verbunden, die den Dynastien der Komnenen und Palaiologen als kaiserliches Mausoleum (Heroon) diente. Neben vielen byzantinischen Würdenträgern wurden Kaiser Johannes II. und seine Frau Eirene, Kaiserin Bertha von Sulzbach (auch bekannt als Eirene, und Ehefrau von Kaiser Manuel I. Komnenos), und Kaiser Johannes V. Palaiologos hier begraben.
Während des Lateinischen Kaiserreichs, nach dem Vierten Kreuzzug, war der Komplex der Sitz des venetianischen Klerus. Die Ikone der Theotokos Hodegetria war hier untergebracht. Das Kloster war auch Residenz des letzten lateinischen Kaiser, Balduin II. Nach der palaiologischen Restauration wurde es wieder von orthodoxen Mönchen bewohnt. Der bekannteste unter ihnen war Gennadios Scholarios, der erste ökumenische Patriarch von Konstantinopel (1454–1464) unter türkischer Herrschaft.
Während der Anfangsjahre der Regierung von Andronikos II. Palaiologos (1282–1325) wurde das Kloster als Gefängnis für politische Gegner genutzt. Der Sohn des serbischen Königs Stefan Uroš II. Milutin (1282–1321), Stefan III. Dečanski wurde hier mit seinen Söhnen, darunter Stefan Uroš IV. Dušan (1313–20) festgehalten.
Kurz nach der Eroberung von Konstantinopel wurde das Gebäude in eine Moschee umgewandelt, das Kloster wurde für eine Weile eine Madrasa. Die Osmanen benannten sie nach Molla Zeyrek, einem Geistlichen, der hier lehrte. Wegen ihrer besonderen Bedeutung zu byzantinischer Zeit gehört die Zeyrek-Moschee zu den wenigen Gebäuden, deren frühere Bestimmung nicht in Vergessenheit geriet. Unter anderem beschreibt Pierre Gilles in seinem klassischen Werk über Konstantinopel aus dem 16. Jahrhundert die Pantokrator-Kirche. Die von der Madrasa genutzten Räume verschwanden später.
Bis vor ein paar Jahren war das Gebäude in einem desolaten Zustand und wurde von der UNESCO auf die Liste der gefährdeten Denkmäler gesetzt. In den letzten Jahren wurde eine umfangreiche, wenn auch immer noch unvollendete, Restaurierung durchgeführt.
Der im Osten des Gebäudekomplexes liegende osmanische Konak (Zeyrek Hane), wurde ebenfalls renoviert und ist nun ein Restaurant mit Teegarten.
Koordinaten: 41° 1′ 11″ N, 28° 57′ 26″ O

## Architektur
Das komnenische Gründungskloster bestand aus einer dreifachen Kirche mit diskreten, aber verbundenen Gebäuden, die dem Christus Pantokrator (Süd-Kirche), der Erzengel-Michael-Kirche (mittlere Kirche) und der Mutter-Gottes-Kirche (Nord-Kirche) geweiht wurden. Diese Struktur ist bis heute in der Zeyrek-Kilise-Mosche erhalten. Archäologische Untersuchungen zeigen, dass die Pantokrator-Kirche zuerst, danach die Mutter-Gottes-Kirche Eleusa und zuletzt die Erzengel-Kirche gebaut wurden. Letztere war als imperiale Grabkirche der Komnenen gedacht.